# Poisonblack
Poisonblack es una banda finlandesa de heavy metal. Fueron formados en el 2000 por Ville Laihiala, cantante de Sentenced en el periodo 1996 - 2005 y se reformaron en el 2023.

## Historia
En 2003, su primer álbum, Escapexstacy, estuvo en las listas de discos más vendidos de Finlandia durante 3 semanas, alcanzando el puesto 21. En diciembre de ese mismo año tocaron como teloneros de Iron Maiden en Helsinki.
El por entonces cantante, Juha-Pekka Leppäluoto, dejó la formación en otoño de 2003 para concentrarse en su trabajo con Charon. Ville Laihiala, el principal —y desde la salida de Janne Kukkonen, el único— compositor de canciones de la banda, asumió también el papel de cantante, y desde entonces ha alejado a la banda del estilo gótico de sus inicios para acercarse más al de su antiguo grupo, Sentenced.
En 2006 hicieron una gira por Europa junto a Lacuna Coil y su segundo álbum, Lust Stained Despair, alcanzó el puesto número 2 de las listas de Finlandia durante una semana.
En 2008 lanzaron A Dead Heavy Day, que llegó a la sexta posición en las listas finlandesas. Tras este éxito, hicieron gira por Europa con Dark Tranquillity y Fear My Thoughts.
En 2010 salió a la luz Of Rust and Bones, su cuarto álbum, pero la banda no hizo gira ese año. En noviembre firmaron un contrato con la discográfica Hype Records.
En 2011 grabaron Drive, su quinto disco, y dieron una gira por Europa.
En septiembre de 2013 lanzaron su sexto álbum de estudio Lyijy y dos años después anuncian un parón que al principio aparentaba ser temporal pero que luego resultó ser la separación definitiva del grupo hasta el 2023 que anunciaron su regreso a los escenarios con J.P. Leppäluoto como segundo vocalista. 

## Miembros de la Banda

### Actuales
- Ville Laihiala - Voz (2004 - Actualidad) y guitarra (2000 - 2015, 2023 - Actualidad)
- Juha-Pekka Leppäluoto - Voz (2001 - 2003 y 2023 - Actualidad)
- Antti Remes - Bajo (2004 - 2015, 2023 - Actualidad)
- Tarmo Kanerva - Batería (2000 - 2015, 2023 - Actualidad)
- Marco Sneck - Teclados (2000 - 2015, 2023 - Actualidad)
- Janne Markus - Guitarra (2004 - 2010, 2023 - Actualidad)

### Anteriores
- Janne Kukkonen - Bajo (2000 - 2004)
- Janne Dahlgren - Guitarra (2000 - 2003)

### Miembros de apoyo en directo
- Antti Leiviskä - Guitarra (2010 - actualidad)

## Discografía

### Álbumes
- Escapexstacy (2003)
- Lust Stained Despair (2006)
- A Dead Heavy Day (2008)
- Of Rust and Bones (2010)
- Drive (2011)
- Lyijy (2013)

### Singles
- Rush (2006)
- Bear The Cross (2008)
- Mercury Falling (2011)
- Home Is Where the Sty Is (2013)

### Recopilatorios
- Classics (2009)